# Esposizione internazionale Panama-Pacifico di San Francisco

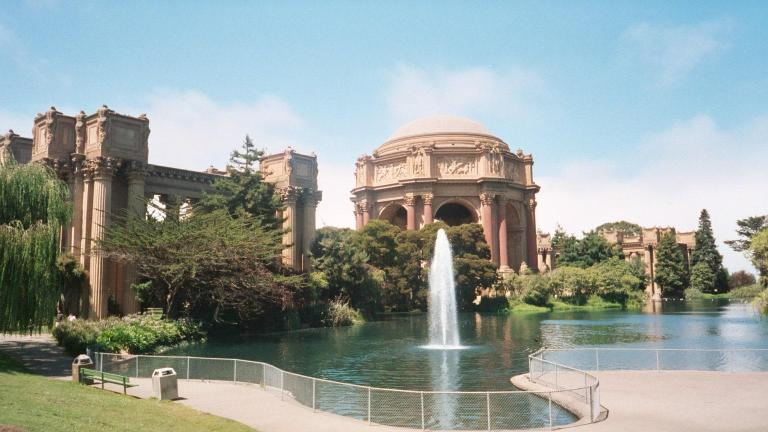
Una foto moderna del Palace of Fine Arts, l'unica costruzione oggi sopravvissuta e ricostruita sui terreni dell'esposizione

L'Esposizione internazionale Panama-Pacifico di San Francisco del 1915 (in inglese Panama–Pacific International Exposition, abbreviato PPIE) fu una esposizione internazionale tenutasi a San Francisco, negli Stati Uniti, tra il 20 febbraio e il 4 dicembre 1915.
Suo scopo dichiarato era quello di celebrare il completamento del Canale di Panama, ma venne considerata globalmente dalla città come una opportunità di riscatto dopo il terremoto del 1906.
Al termine dell'esposizione, gran parte del magnifico complesso monumentale che aveva ospitato l'evento fu quasi interamente demolito e smantellato. L'unica costruzione ad essere stata lasciata al suo posto è il Palace of Fine Arts, che rimane tuttora.

## L'esposizione nella cultura di massa
Nel 1915, la California Motion Picture Corporation produsse il film The Pageant of San Francisco per celebrare la città di San Francisco e per promuovere l'esposizione.
L'esposizione è citata nel film del 1987 dei fratelli Taviani Good Morning Babilonia che ha come protagonisti due artigiani italiani emigrati che, nella finzione, avrebbero preso parte alla costruzione del padiglione italiano della fiera.
Juan Díaz Canales e Rubén Pellejero hanno ambientato alcune tavole del volume Corto Maltese - Sotto il Sole di Mezzanotte, presso l'Expo.